# HVC in het seizoen 1960/61
Het seizoen 1960/1961 was het zevende jaar in het bestaan van de Amersfoortse betaaldvoetbalclub HVC. De club kwam uit in de Eerste divisie A en eindigde daarin op de negende plaats. Tevens deed de club mee aan het toernooi om de KNVB Beker, hierin werd in de halve finale verloren van NAC (0–3).

## Wedstrijdstatistieken

### Eerste divisie A
|       | AGOVV | BVV   | D.F.C. | EDO   | Enschedese Boys | Fortuna | Helmondia '55 | Hermes DVS | KFC   | Leeuwarden | Limburgia | RBC   | Stormvogels | Veendam | Vitesse | Volendam | De Volewijckers |
| ----- | ----- | ----- | ------ | ----- | --------------- | ------- | ------------- | ---------- | ----- | ---------- | --------- | ----- | ----------- | ------- | ------- | -------- | --------------- |
| Thuis | 1 – 3 | 4 – 1 | 3 – 1  | 5 – 1 | 6 – 1           | 4 – 2   | 0 – 0         | 1 – 2      | 2 – 1 | 1 – 1      | 0 – 1     | 2 – 1 | 6 – 0       | 2 – 2   | 2 – 1   | 0 – 0    | 1 – 2           |
| Uit   | 2 – 2 | 1 – 0 | 2 – 2  | 4 – 1 | 4 – 1           | 3 – 0   | 2 – 3         | 1 – 1      | 1 – 0 | 1 – 4      | 0 – 0     | 0 – 1 | 3 – 0       | 0 – 4   | 4 – 1   | 5 – 1    | 2 – 1           |

### KNVB beker
| Groepsfase                                                | 't Gooi                                                           | 1 – 2 (1 – 0)                      | HVC                                 |
| 14 augustus 1960 Plaats: Hilversum Gemeentelijk Sportpark | Henk Waterman 25'                                                 |                                    | 60' Cees Houtveen 70' Bennie Marcus |
| Groepsfase                                                | HVC                                                               | 2 – 1 (1 – 1)                      | DWS/A                               |
| 17 augustus 1960 Plaats: Amersfoort Birkhoven             | Bennie Marcus 1' Jan Nederhand 85'                                |                                    | 5' Jos Vonhof                       |
| Groepsfase                                                | Hilversum                                                         | 1 – 1 (1 – 0)                      | HVC                                 |
| 30 oktober 1960 Plaats: Hilversum Gemeentelijk Sportpark  | Gijs van Wieringen 10'                                            |                                    | 77' (pen.) Siem Sleeking            |
| Groepsfase                                                | HVC                                                               | 4 – 2 (1 – 1)                      | Blauw-Wit                           |
| 12 februari 1961 Plaats: Amersfoort Birkhoven             | Cees Houtveen 2' Henk Wery 82' Ries van Maarschalkerweerd 84', –' |                                    | 15', 85' Wim Bleijenberg            |
| 1e ronde                                                  | HVC                                                               | 4 – 1 (2 – 0)                      | Feijenoord                          |
| mei 1961 Plaats: Amersfoort Birkhoven                     | Henk Wery 14', 16' Bennie Marcus 58' (pen.) Jan Nederhand 72'     |                                    | 74' Reinier Kreijermaat             |
| 2e ronde                                                  | HVC                                                               | 3 – 1 (1 – 0)                      | Sparta                              |
| 14 mei 1961 Plaats: Amersfoort Birkhoven                  | Cees Houtveen 26' Jan Nederhand 56' Bennie Marcus                 |                                    | Tonny van Ede                       |
| Kwartfinale                                               | HVC                                                               | 3 – 2 (1 – 2, 2 – 2) Na verlenging | VVV                                 |
| 1 juni 1961 Plaats: Amersfoort Birkhoven                  | Cees Houtveen 22' Henk Wery 51', 111'                             |                                    | 31' Hans Sleven 41' Jan Schatorjé   |
| Halve finale                                              | NAC                                                               | 3 – 0 (0 – 0)                      | HVC                                 |
| 7 juni 1961 Plaats: Nijmegen Goffertstadion               | Leo Canjels 50' Frans van Deuren 54' Hein van Gastel 83'          |                                    |                                     |

## Statistieken HVC 1960/1961

### Eindstand HVC in de Nederlandse Eerste divisie A 1960 / 1961
| Stand | Gespeeld | Gewonnen | Gelijk | Verloren | Punten | Doelpunten voor | Doelpunten tegen |
| ----- | -------- | -------- | ------ | -------- | ------ | --------------- | ---------------- |
| 9e    | 34       | 13       | 8      | 13       | 34     | 62              | 55               |

### Topscorers
| #                 | Naam                       | Goal |
| ----------------- | -------------------------- | ---- |
| 1.                | Bennie Marcus              | 21   |
| 2.                | Cees Houtveen              | 14   |
| 3.                | Henk Wery                  | 8    |
| 4.                | Hennie Nederhand           | 6    |
| 5.                | Ries van Maarschalkerweerd | 3    |
| 5.                | Ruud Maas                  | 3    |
| 7.                | Piet Dielissen             | 1    |
| 7.                | Siem Sleeking              | 1    |
| 7.                | Theo Surstedt              | 1    |
| 7.                | Sander Verhoef             | 1    |
| 7.                | Gert-Jan ter Weele         | 1    |
| 7.                | Henk Wesseling             | 1    |
| Onbekend doelpunt |                            |      |
| –                 | Onbekend                   | 1    |
| Totaal            | Totaal                     | 62   |

| #      | Naam                       | Goal |
| ------ | -------------------------- | ---- |
| 1.     | Henk Wery                  | 5    |
| 2.     | Cees Houtveen              | 4    |
| 2.     | Bennie Marcus              | 4    |
| 4.     | Jan Nederhand              | 3    |
| 5.     | Ries van Maarschalkerweerd | 2    |
| 6.     | Siem Sleeking              | 1    |
| Totaal | Totaal                     | 19   |